# Festival slovenskega šansona 2025
Tekmovalni večer Festivala slovenskega šansona 2025 bo 16. novembra 2025 v Domu kulture Velenje z neposrednim prenosom na Prvem programu Radia Slovenija (prireditelj) in videoprenosom na spletni strani Prvega programa Radia Slovenija in MMC RTV Slovenija.
Javni razpis je bil objavljen 4. marca 2025, zbiranje prijav pa je trajalo do 25. aprila. Pravila razpisa med drugim določajo, da so skladbe lahko dolge največ pet minut, da morajo biti skladbe in njihovi sestavni deli (glasba in besedilo) izvirni in javno še neobjavljeni ter da morajo biti besedila v slovenskem jeziku. Na razpis je prispelo 57 prijav, izmed katerih je strokovna komisija v sestavi Vita Mavrič (predsednica), Rudi Pančur in Goran Dekleva za festival izbrala enajst skladb (eno manj, kot je bilo predvideno v razpisu).
Pred tekmovalnim večerom se bosta v sklopu festivala zvrstila še dva koncerta: koncert Tomaža Hostnika, zmagovalca Festivala slovenskega šansona 2023, in Matije Krečiča (Hostnik pa Krečič) s Simfoničnim orkestrom RTV Slovenija, na katerem bosta predstavila album Ljubožerci, 25. oktobra v studiu 26 Radia Slovenija in retrospektivni koncert Vite Mavrič La Vita è bella ob njeni 60-letnici 4. novembra v Linhartovi dvorani Cankarjevega doma.

## Tekmovalne skladbe
| Izvajalec               | Naslov                    | Avtor glasbe in besedila             |
| ----------------------- | ------------------------- | ------------------------------------ |
| Matjaž Romih            | »Hohštapler«              | Matjaž Romih (gb)                    |
| Cafè Noisette           | »Soška«                   | Barbara Kobal (gb)                   |
| Ana Mezgec in Nakána    | »Parkiram«                | Ana Mezgec (gb)                      |
| Saša Lešnjek            | »Avtobus št. 6«           | Luka Poljanec (gb)                   |
| Nina Virant             | »Vedno je pa tvoje lice«  | Nina Virant (gb)                     |
| Urška Bergant           | »Zlati časi«              | Urška Bergant (gb)                   |
| Ana Maria Mitić         | »Oda vodovodarju«         | Ana Maria Mitić (gb)                 |
| Žigan Krajnčan          | »Zrcalo«                  | Žigan Krajnčan (gb)                  |
| Nuša Ofentavšek         | »Zdaj je čas za naju dva« | Matevž Goršič (g), Mihael Lajlar (b) |
| Primož Vidovič          | »Kruha in iger«           | Primož Vidovič (gb)                  |
| Jure Ivanušič & Nordunk | »Zrcalo družbe«           | Jure Ivanušič (gb)                   |

## Nagrade
- nagrada za najboljše besedilo
- nagrada za najboljšo glasbo
- nagrada za obetavnega mladega avtorja ali izvajalca
- velika nagrada »slovenski šanson 2025« za najboljši šanson v celoti

O prejemnikih vseh štirih nagrad bo odločala tričlanska strokovna komisija.